# Montovo
Montovo (Montoubu en asturiano y oficialmente) es una aldea y una parroquia del concejo asturiano de Belmonte de Miranda, en España.
Tiene una superficie de 12,02 km², en la que habitan un total de 15 personas (INE 2024), todas ellas en la aldea de Montovo.
La aldea está a unos 13 kilómetros de Belmonte, la capital del concejo. Se encuentra a unos 700 metros sobre el nivel del mar. Se accede a ella mediante la carretera local de 2.º orden BE-2, que parte de Llamoso.